# 小行星2765
小行星2765（2765 Dinant）是一颗绕太阳运转的小行星，为主小行星带小行星。该小行星于1981年3月4日发现。
該小行星以比利時的城市迪南命名。

## 轨道参数
小行星2765的轨道半长轴为3.1468257 UA，离心率为0.057。